# 마논 판로이언
마논 판로이언(네덜란드어: Manon van Rooijen, 1982년 7월 3일 ~ )은 네덜란드의 여성 수영 선수이다. 2008년 베이징 올림픽에서는 금메달을 딴 것을 인정받았다.